# Grande Prêmio da Turquia de 2011
O Grande Prémio da Turquia de 2011 foi a quarta corrida da temporada de 2011 da Fórmula 1. A prova foi realizada no Circuito de Istambul e vencida pelo alemão Sebastian Vettel, da Red Bull. O pódio foi completado por seu companheiro de equipe, Mark Webber e por Fernando Alonso, que conquistou o primeiro pódio para a Ferrari na temporada.
Após a corrida, Vettel aumentou sua liderança no campeonato para 34 pontos sobre Hamilton. Webber assumiu a terceira posição, anteriormente de Jenson Button, da McLaren, estando quatro pontos atrás de Hamilton.

## Resultados

### Treino classificatório
| Pos                      | Nº | Piloto             | Construtor           | Parte 1    | Parte 2  | Parte 3  | Grid |
| ------------------------ | -- | ------------------ | -------------------- | ---------- | -------- | -------- | ---- |
| 1                        | 1  | Sebastian Vettel   | Red Bull-Renault     | 1:27.039   | 1:25.610 | 1:25.049 | 1    |
| 2                        | 2  | Mark Webber        | Red Bull-Renault     | 1:27.090   | 1:26.075 | 1:25.454 | 2    |
| 3                        | 8  | Nico Rosberg       | Mercedes             | 1:27.514   | 1:25.801 | 1:25.574 | 3    |
| 4                        | 3  | Lewis Hamilton     | McLaren-Mercedes     | 1:27.091   | 1:26.066 | 1:25.595 | 4    |
| 5                        | 5  | Fernando Alonso    | Ferrari              | 1:27.349   | 1:26.152 | 1:25.851 | 5    |
| 6                        | 4  | Jenson Button      | McLaren-Mercedes     | 1:27.374   | 1:26.485 | 1:25.982 | 6    |
| 7                        | 10 | Vitaly Petrov      | Renault              | 1:27.475   | 1:26.654 | 1:26.296 | 7    |
| 8                        | 7  | Michael Schumacher | Mercedes             | 1:27.697   | 1:26.121 | 1:26.646 | 8    |
| 9                        | 9  | Nick Heidfeld      | Renault              | 1:27.901   | 1:26.740 | 1:26.659 | 9    |
| 10                       | 6  | Felipe Massa       | Ferrari              | 1:27.013   | 1:26.395 | no time  | 10   |
| 11                       | 11 | Rubens Barrichello | Williams-Cosworth    | 1:28.246   | 1:26.764 |          | 11   |
| 12                       | 14 | Adrian Sutil       | Force India-Mercedes | 1:27.392   | 1:27.027 |          | 12   |
| 13                       | 15 | Paul di Resta      | Force India-Mercedes | 1:27.625   | 1:27.145 |          | 13   |
| 14                       | 12 | Pastor Maldonado   | Williams-Cosworth    | 1:27.396   | 1:27.236 |          | 14   |
| 15                       | 17 | Sergio Pérez       | Sauber-Ferrari       | 1:27.778   | 1:27.244 |          | 15   |
| 16                       | 18 | Sébastien Buemi    | Toro Rosso-Ferrari   | 1:27.620   | 1:27.255 |          | 16   |
| 17                       | 19 | Jaime Alguersuari  | Toro Rosso-Ferrari   | 1:28.055   | 1:27.572 |          | 17   |
| 18                       | 20 | Heikki Kovalainen  | Lotus-Renault        | 1:28.780   |          |          | 18   |
| 19                       | 21 | Jarno Trulli       | Lotus-Renault        | 1:29.673   |          |          | 19   |
| 20                       | 25 | Jérôme d'Ambrosio  | Virgin-Cosworth      | 1:30.445   |          |          | 231  |
| 21                       | 23 | Vitantonio Liuzzi  | HRT-Cosworth         | 1:30.692   |          |          | 20   |
| 22                       | 24 | Timo Glock         | Virgin-Cosworth      | 1:30.813   |          |          | 21   |
| 23                       | 22 | Narain Karthikeyan | HRT-Cosworth         | 1:31.564   |          |          | 22   |
| Tempo dos 107%: 1:33.103 |    |                    |                      |            |          |          |      |
| 24                       | 16 | Kamui Kobayashi    | Sauber-Ferrari       | sem tempo2 |          |          | 24   |

Notas:
- ↑1  Jérôme d'Ambrosio foi punido com cinco lugares por não respeitar uma bandeira amarela após um acidente com Pastor Maldonado durante a segunda sessão de treinos livres.[3]
- ↑2  Kamui Kobayashi não conseguiu marcar tempo durante a classificação após problemas com a sua bomba de combustível. No entanto, ele recebeu autorização da FIA para largar por ter feito voltas dentro dos 107% durante os treinos livres.

### Corrida
| Pos | Nº | Piloto             | Construtor           | Voltas | Tempo/Aban.         | Grid | Pontos |
| --- | -- | ------------------ | -------------------- | ------ | ------------------- | ---- | ------ |
| 1   | 1  | Sebastian Vettel   | Red Bull-Renault     | 58     | 1:30:17.558         | 1    | 25     |
| 2   | 2  | Mark Webber        | Red Bull-Renault     | 58     | +8.807              | 2    | 18     |
| 3   | 5  | Fernando Alonso    | Ferrari              | 58     | +10.075             | 5    | 15     |
| 4   | 3  | Lewis Hamilton     | McLaren-Mercedes     | 58     | +40.232             | 4    | 12     |
| 5   | 8  | Nico Rosberg       | Mercedes             | 58     | +47.539             | 3    | 10     |
| 6   | 4  | Jenson Button      | McLaren-Mercedes     | 58     | +59.431             | 6    | 8      |
| 7   | 9  | Nick Heidfeld      | Renault              | 58     | +1:00.857           | 9    | 6      |
| 8   | 10 | Vitaly Petrov      | Renault              | 58     | +1:08.168           | 7    | 4      |
| 9   | 18 | Sébastien Buemi    | Toro Rosso-Ferrari   | 58     | +1:09.394           | 16   | 2      |
| 10  | 16 | Kamui Kobayashi    | Sauber-Ferrari       | 58     | +1:18.021           | 24   | 1      |
| 11  | 6  | Felipe Massa       | Ferrari              | 58     | +1:19.823           | 10   |        |
| 12  | 7  | Michael Schumacher | Mercedes             | 58     | +1:25.444           | 8    |        |
| 13  | 14 | Adrian Sutil       | Force India-Mercedes | 57     | +1 volta            | 12   |        |
| 14  | 17 | Sergio Pérez       | Sauber-Ferrari       | 57     | +1 volta            | 15   |        |
| 15  | 11 | Rubens Barrichello | Williams-Cosworth    | 57     | +1 volta            | 11   |        |
| 16  | 19 | Jaime Alguersuari  | Toro Rosso-Ferrari   | 57     | +1 volta            | 17   |        |
| 17  | 12 | Pastor Maldonado   | Williams-Cosworth    | 57     | +1 volta            | 14   |        |
| 18  | 21 | Jarno Trulli       | Lotus-Renault        | 57     | +1 volta            | 19   |        |
| 19  | 20 | Heikki Kovalainen  | Lotus-Renault        | 56     | +2 voltas           | 18   |        |
| 20  | 25 | Jérôme d'Ambrosio  | Virgin-Cosworth      | 56     | +2 voltas           | 23   |        |
| 21  | 22 | Narain Karthikeyan | HRT-Cosworth         | 55     | +3 voltas           | 22   |        |
| 22  | 23 | Vitantonio Liuzzi  | HRT-Cosworth         | 53     | +5 voltas           | 20   |        |
| Ret | 15 | Paul di Resta      | Force India-Mercedes | 44     | Problema hidráulico | 13   |        |
| NL  | 24 | Timo Glock         | Virgin-Cosworth      | 0      | Caixa de câmbio     | 21   |        |

## Tabela do campeonato após a corrida
Observe que somente as cinco primeiras posições estão incluídas na tabela.